# 테드 울시
테드 울시(Ted Woolsey)는 미국의 비디오 게임 번역가 및 제작자이다. 일본 기업 스퀘어에서 1991년부터 1996년까지 근무하며 슈퍼 패미컴 비디오 게임의 영어 현지화 작업을 한 것으로 유명하다. 대표 작품으로 《파이널 판타지 VI》, 《크로노 트리거》와 《슈퍼 마리오 RPG》가 있다.
당시 글자수 제한과 엄격한 번역 지침으로 인해 원문과 차이가 있는 번역을 했는데 이로 인한 울시의 작품은 '울시이즘'으로 거론되며 호평을 받았다. 1996년에 스퀘어가 다른 도시로 사무소를 이전하자 퇴사했으며 이후 본인이 공동창업한 빅 레인에서 프로듀서로 근무하고 크래이브 엔터테인먼트와 리얼네트웍스로도 이직했다. 2015년부터 언데드 랩스에서 부장직을 임하고 있다.

## 작품
| 제목                          | 연도 | 플랫폼         | 역할       | 각주  |
| ----------------------------- | ---- | -------------- | ---------- | ----- |
| 파이널 판타지 미스틱 퀘스트   | 1992 | 슈퍼 패미컴    | 번역, 작가 | [ 1 ] |
| 시공의 패자: 사가 3           | 1993 | 게임보이       | 번역       | [ 2 ] |
| 성검전설 2                    | 1993 | 슈퍼 패미컴    | 번역       | [ 3 ] |
| 브레스 오브 파이어: 용의 전사 | 1994 | 슈퍼 패미컴    | 번역       | [ 2 ] |
| 파이널 판타지 VI              | 1994 | 슈퍼 패미컴    | 번역       | [ 3 ] |
| 크로노 트리거                 | 1995 | 슈퍼 패미컴    | 번역       | [ 1 ] |
| 시크릿 오브 에버모어          | 1995 | 슈퍼 패미컴    | 홍보       | [ 1 ] |
| 슈퍼 마리오 RPG               | 1996 | 슈퍼 패미컴    | 번역       | [ 1 ] |
| 섀도 매드니스                 | 1999 | 플레이스테이션 | 프로듀서   | [ 4 ] |

1. ↑  영어판 출시일 기준